# .nl
Pour les articles homonymes, voir NL.

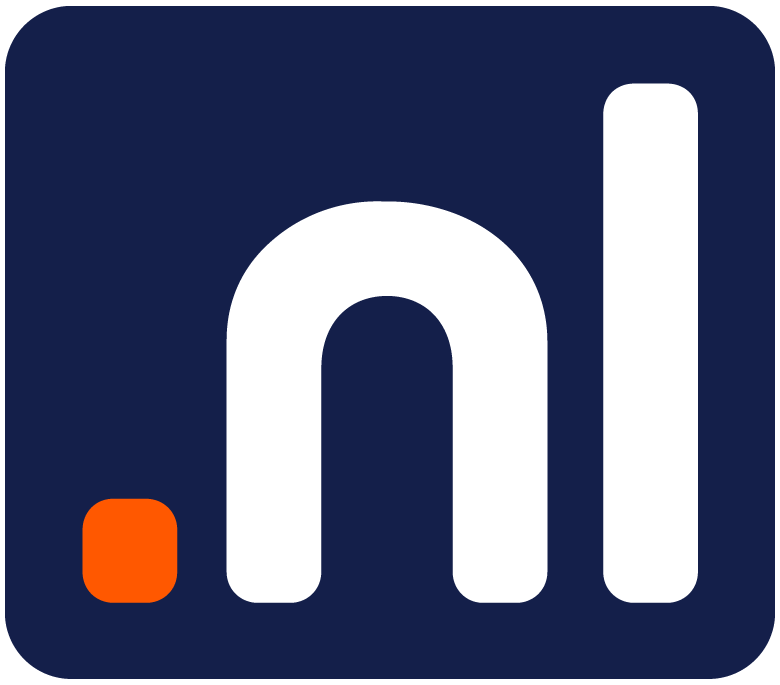
extension du nom de domaine de premier niveau aux Pays-Bas.

.nl est le domaine de premier niveau national (country code top level domain : ccTLD) réservé aux Pays-Bas.